# René Pujol
Amédée Ferdinand René Pujol (* 15. Mai 1878 in Bordeaux, Frankreich; † 21. Januar 1942 in Paris) war ein französischer Drehbuchautor, Filmregisseur, Schriftsteller und Librettist.

## Biografie
Pujol arbeitete zunächst als Journalist und veröffentlichte in den frühen 1920er-Jahren unter dem Namen René Pons Bücher wissenschaftlichen Inhalts sowie Liebesromane und Krimis. Abenteuergeschichten hatten es ihm besonders angetan, einige von ihnen setzen sich mit pyrotechnischen Phänomenen und der Zerstörung des Planeten auseinander, so beispielsweise sein Werk La Planète Invisible (deutscher Titel Der unsichtbare Planet, 1931) oder auch sein Buch Au Temps des Brumes (dt. Die Zeit des Nebels, 1932). Dort wird die Erde erstickt, indem eine Wolke ihr alles Licht nimmt. Brian M. Stableford übersetzte Pujols Romane Le Soleil Noir (dt. Die schwarze Sonne, 1929), in dem die Oberfläche des Planeten unbewohnbar wird und La Chasse aux chimères (1932), in dem ein Wissenschaftler, der unter Verletzungen leidet, die er im Ersten Weltkrieg erlitten hat, herausfindet, wie man Blei in Gold verwandeln kann und dieses Geheimnis gegen den erbitterten Widerstand der Reichen und Mächtigen allen Menschen zugänglich machen möchte.
Des Weiteren schrieb Pujol Libretti für Opern und verfasste Sketche, oft in Zusammenarbeit mit Charles-Louis Pothier und dem Lyriker Albert Willemetz. Er gilt als erster Regisseur, der kinematografische Adaptionen oder Originalwerke des Scotto-Alibert-Duos auf die Leinwand brachte. So gilt sein Film Les gangsters du château d’If als schlechteste Adaption eines Musicals fürs Kino mit Songs, die total künstlich plattiert und aus dem Schnitt eines andren Filmes zu sein scheinen. Andererseits bietet der Film ein bewegendes Zeugnis der Lebensumstände in Marseille in den 1930er-Jahren, wie in einigen fast dokumentarischen Szenen festgehalten.
In den 1930er-Jahren begann Pujol als Regisseur und Drehbuchautor zu arbeiten. Sein erstes Drehbuch fertigte er für einen Kurzfilm. Für die französische Version der Verwechslungskomödie Kopfüber ins Glück (französischer Titel Chacun sa chance) von Hans Steinhoff trug er als Regisseur die Verantwortung. In der französischen Fassung stand Jean Gabin auf der Besetzungsliste, der mit diesem Film seine Leinwandkarriere startete. Pujol arbeitete in den dreißiger Jahren unter anderem mit Léon Mathot, André Berthomieu, Pierre Caron, Maurice Tourneur, Max Ophüls, Christian-Jaque und Richard Pottier zusammen.
Für das komödiantische Filmdrama Passé à vendre (1936) mit Jeanne Aubert und Pierre Brasseur schrieb Pujol zusammen mit Aladar Laszlo das Drehbuch und übernahm die Regie. Auch für die Filmkomödien Ça… c’est du sport und Le plus beau gosse de France (beide 1938) verfasste Pujol das Drehbuch, schrieb die Dialoge und führte Regie. 
René Pujol starb 1942 ziemlich überraschend im 63. Lebensjahr.

## Filmografie (Auswahl)
– Drehbuchautor, wenn nicht anders angegeben –
- 1930: Je t’adore mais pourquoi (Kurzfilm)
- 1930: Der König der Nassauer (Le roi des requilleurs)
- 1930: Kopfüber ins Glück (Chacun sa chance) + Regie + Liedtexte
- 1931: Falscher Glanz und Stiefelwichse (Le roi du circage)
- 1931: Bouboule: Der Ritter vom Steuer (La bande à Bouboule)
- 1932: Conduisez-moi, Madame
- 1933: Mirages de Paris
- 1934: Un femme chipée
- 1935: Der Liebesentzug (Le train d’amour)
- 1936: Vergangenheit zu verkaufen (Passé à vendre) + Regie
- 1937: Die Haut eines anderen (La peau d’un autre) + Regie
- 1937: La griffe du hasard
- 1938: Titin des Martigues
- 1938: Ça... c'est du sport + Regie + Liedtexte + Produzent
- 1938: Le plus beau gosse de France + Regie
- 1939: Die Gangster von château d'If (Les gangsters du château d'If) + Regie
- 1940: Bécassine
- 1941: Fromont jeune et Risler aîné
- 1942: Cartacalha, Königin der Zigeuner (Cartacalha, reine des gitans)
- 1942: Défense d’aimer
- 1945: Ich zahle nie (Le roi des resquilleurs; Remake des Films von 1930 „König der Nassauer“)

– als Regisseur –
- 1933: Tout pour rien
- 1934: La dactylo se marie
- 1936: Bach détective
- 1937: Trois artilleurs au pensionnat
- 1937: Un de la Canebière
- 1938: Le plus beau gosse de France
- 1939: Ma tante dictateur
- 1946: Faut ce qu’il faut (Film von 1940, veröffentlicht 1946)

– als Librettist –
- 1930: Kopfüber ins Glück (VT: Jedem seine Chance, Text zu L’occasion)
- 1931: Atout coeur (Text zu Si j’aismais)
- 1931: Bouboule: Der Ritter vom Steuer (Texte zu C’est Pa… Pa… c’est parisien,
J’aime tant vos yeux, Pour te prouver que je t’aime, Te voir!)
- 1935: Fanfare d’amour (Text zu A quoi bon vous dire…?)
- 1936: Marinella (Texte zu Marinella, Tchi-Tchi, J’aime les Femmes, c’est ma Folie,
Laissez-moi vous Aimer, L’Amour est un Petit Jeu)
- 1938: Deux de la réserve (Song)
- 1975: Der rote Ibis (L’Ibis rouge, mit Pujols Marinella)
- 2004: Willkommen bei den Korsen (L’enquête corse, mit Pujols Marinella)

## Schriften
– siehe Bücher von Rene Pujol –
- 1919: L'Homme qui gagne, illustrierte Originalausgabe
- 1921: Le Soleil noir, Lesungen für alle
- 1928: S.O.S.
- 1929: Le Détective bizarre, Fayard
- 1929: L'Héritage de Gengis Khan, Fayard
- 1931: La Planète invisible, Wissenschaft und Reise
- 1931: Au temps des brumes, Sciences et Voyages
- 1932: La Chasse aux chimères, Ausgaben des Portiques
- 1933: Le Resquilleur sentimental, Tallandier
- 1933: Lévy-Durand, banquier, Tallandier
- 1933: Le Mystère de la flèche d'argent
- 1934: Amédée Pifle, reporter, Ausgaben des Portiques
- 1935: La Résurrection de M. Corme, Ausgaben de France, coll. À ne pas lire la nuit